# Бронетехника Румынии в 1918—1945 годах

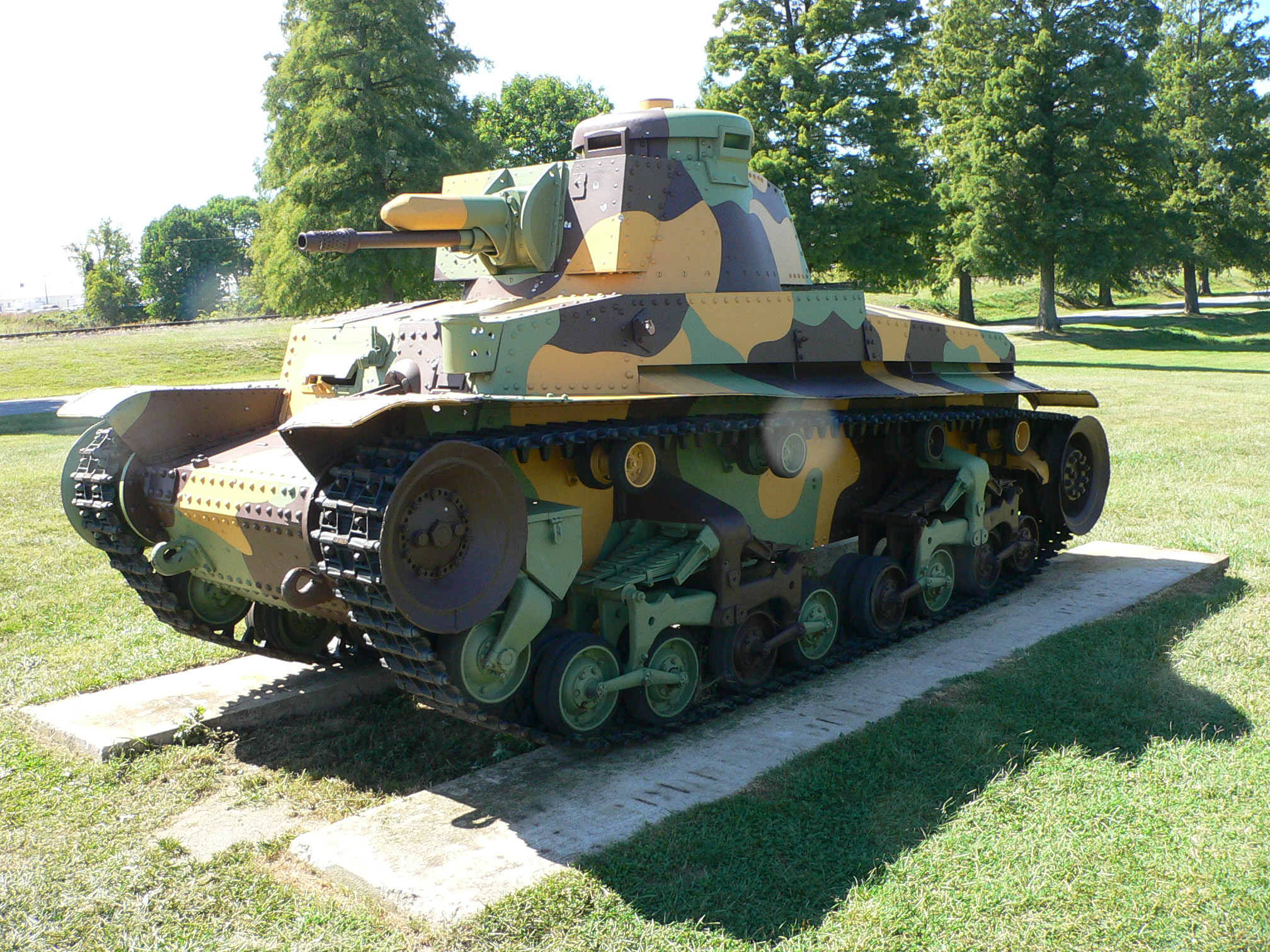
Чехословацкий LT vz.35 — основной танк румынских войск в 1939—1942 годах

Румынская бронетехника 1918—1945 годов — период в истории развития бронетанковых вооружений Румынского королевства, включающий межвоенный период и Вторую мировую войну. На рубеже 1920-х годов Румыния, ранее обладавшая только несколькими оставшимися с Первой мировой войны бронеавтомобилями, сумела создать относительно современные танковые силы на основе закупленных во Франции танков FT, по ряду причин вошедшие, однако, в стагнацию на протяжении последующих полутора десятилетий.
В середине 1930-х годов Румынская Армия, при помощи союзников по «Малой Антанте» — Франции и Чехословакии, начала модернизацию своих танковых сил и развитие самостоятельного бронетанкового производства, однако добилась в этом направлении лишь ограниченных успехов вследствие начала Второй мировой войны. Оставшись без поддержки союзников, в ноябре 1940 года Румыния присоединилась к гитлеровскому блоку и в июне 1941 года приняла участие в нападении на СССР, продемонстрировавшем стремительное устаревание румынского танкового парка.
В 1943—1944 годах, после разгрома под Сталинградом, румынские танковые части были в основном перевооружены более современной германской техникой. Параллельно, Румынская Армия осуществляла переоборудование устаревших танков в противотанковые САУ и сумела создать современный лёгкий истребитель танков «Марешал», однако переворот в августе 1944 года и переход Румынии на сторону антигитлеровской коалиции положили конец этим программам.

## История развития

### Ранние годы (1919—1935)

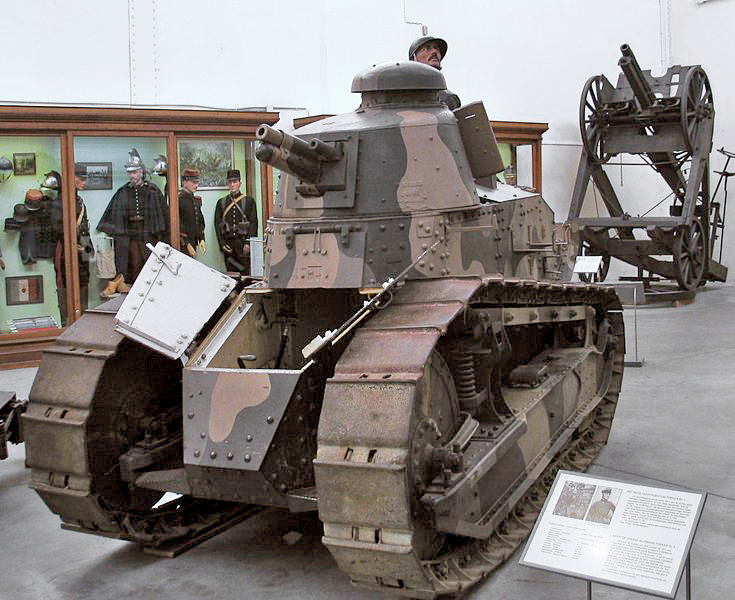
Лёгкий танк F.T.

Начало танковым войскам Румынской армии положила закупка партии французских лёгких пехотных танков типа F.T., хотя подробности этой операции в источниках разнятся. Наиболее распространённой является версия о 76 танках: 48 с пушечным и 28 с пулемётным вооружением, по одним данным, приобретённым в 1919 году, по другим — уже в 1920-е годы. Другие источники приводят данные о 72 или 74 закупленных танках, в частности, М. Коломиец и С. Федосеев приводят более подробную разбивку: в марте 1920 года Румынии были переданы танки расформированных французских рот AS 301 и 302, и лишь к концу десятилетия число машин достигло 74; согласно В. Францеву же, в 1919 году Румыния приобрела сразу вооружение целого батальона, в виде 83 танков, из которых на вооружение были поставлены всё те же 76, а остальные — пущены на запасные части.
На протяжении 1920-х годов F.T. составляли основу румынского бронетанкового парка, однако ограничения созданного ещё в Первую мировую войну танка, такие как малый механический ресурс, не превышающая 7,5 км/ч скорость и ограниченный 35 км запас хода, позволяли использовать его лишь для поддержки пехоты. Хотя Румынская Армия осознавала устаревание своих танковых частей, их материальная часть и тактика её применения практически не изменились ко второй половине 1930-х годов, поскольку в условиях политики сокращения военных расходов, командование не считало оправданными затраты на создание и поддержание современных танковых войск.
Тем не менее, к началу 1930-х годов армия приступила к поиску замены для устаревших танков. Поскольку собственные возможности Румынии по производству вооружений были ограничены неразвитостью промышленности, к началу межвоенного периода носившей преимущественно сырьевой характер, страна, будучи с 1921 года членом «Малой Антанты», полагалась на закупки вооружения у располагавшей развитой оборонной промышленностью Чехословакии и поддерживавшей этот альянс Франции. Первоначальные переговоры о закупке бронетехники с британской фирмой «Виккерс-Армстронг» и французской «Рено» положительных результатов не принесли, и в 1933 году Румынская армия начала переговоры с чехословацкими ČKD и «Шкода». Тем не менее, источники 1930-х годов упоминают о наличии на вооружении Румынской Армии британских танкеток «Карден-Лойд» Mk.VI, лёгких танков «Виккерс» Mk.E Type A и B, Patrol Tank, и даже о приобретении Румынией некоторого количества польских танкеток TK-3.
Другим видам бронетехники, в частности, бронеавтомобилям, Румынская Армия уделяла сравнительно мало внимания, и парк румынской колёсной бронетехники ограничивался немногочисленными оставшимися с Первой мировой войны машинами, из которых к концу 1930-х на вооружении числились лишь четыре «Остин-Путиловца» и два «Пежо». Источники 1930-х годов приводят данные о наличии на вооружении трофейных германских бронеавтомобилей, а также нескольких примитивных машин, построенных на шасси коммерческих двухосных грузовых автомобилей. Помимо этого, с Первой мировой войны также оставались четыре бронепоезда, снятых с вооружения в 1930-е годы.

### Перевооружение армии (1935—1939)

#### Чехословацкая техника

##### Переговоры
27 апреля 1935 года Румыния запустила комплексную десятилетнюю программу перевооружения армии, важнейшей задачей которой являлось приобретение бронетехники; помимо этого, программа положила начало румынским мотострелковым войскам, одну бригаду которых планировалось сформировать в дополнение к традиционным родам войск. Между 1933 и 1935 годами Румынская армия вела лишь факультативные переговоры с чехословацкими фирмами, но после неудачи с западноевропейскими производителями, 8 января 1936 года закупочная комиссия запросила у ČKD и «Шкоды» предложения на танки различных классов, в количестве от 50 до 500 штук; наряду с танками для вооружения бронетанковых батальонов, румынскую сторону интересовали специальные машины для вооружения разведывательных эскадронов кавалерии.
ČKD направила ответ 14 января, предложив свои новые разработки: малый танк AH-IV по цене в 307 000 крон и лёгкий TNH, по 675 000 крон. Поскольку «Шкода» и ČKD были связаны картельным соглашением, оговаривавшим, что продажи танков странам «Малой Антанты» будут поделены между фирмами в соотношении 3:2, 22 января за предложением последовало совещание, на котором представители обеих компаний сумели договориться о распределении заказов и ценах. За этим, однако, последовал период закулисной борьбы за выгодный заказ.
Поначалу, подключив к переговорам даже чехословацкого посла, ČKD удалось 3 апреля добиться заключения предварительного договора, действительного на протяжении 40 дней, в течение которых ČKD должна была предоставить окончательный вариант соглашения и техническую документацию. Условиями договора предусматривалась поставка 35 малых танков AH-IV для вооружения кавалерии, первые из которых должны были быть поставлены в течение восьми, а последние — 11 месяцев, и 100 средних P-II-aj, на тот момент существовавших лишь в проекте. Не согласная с таким развитием событий «Шкода», однако, сумела, используя свои связи и победу своего танка на конкурсе Чехословацкой армии, переубедить румынскую сторону, в мае 1936 года объявившую о намерении приобрести танки у «Шкоды». В результате, вместо P-II-aj Румыния избрала Š-II-a, в то время как заказ на малые танки был оставлен за ČKD, поскольку «Шкода» не располагала аналогичным образцом; Румынская Армия потребовала лишь увеличить толщину брони и усилить трансмиссию AH-IV. Наряду с закупками новой техники, в 1937 году «Шкоде» также был выдан заказ на восстановление 20 ремонтопригодных танков F.T.

##### R-1
По разным данным, 6 или 14 августа 1936 года с ČKD был заключён контракт на поставку для испытаний одного прототипа AH-IV, в варианте для румынской армии получившего обозначение AH-IV-R. Поставки серийных машин должны были начаться в течение пяти месяцев после утверждения прототипа румынской стороной, с поставкой 10 танков в первые и 15 — в последний месяц. Цена танков составляла 320 585 крон за единицу, без вооружения, а общая сумма заказа достигла 11 217 500 крон. Прототип AH-IV-R был продемонстрирован группе румынских офицеров, политиков и дипломатов на заводском полигоне 26 ноября, однако отведённый для испытаний и утверждения прототипа месячный срок был сорван продолжавшимися доработками проекта. В итоге, первые десять машин были готовы только к 27 сентября 1937 года, но и их румынская комиссия отказалась принять вследствие несоответствия заданным техническим характеристикам, что не помешало отправке танков на манёвры в Румынию 30 сентября. Лишь после новой доработки, 23 ноября начались приёмные испытания всей серии. В апреле 1938 года все 35 танков были отправлены в Румынию, где, после войсковых испытаний, лишь 19 августа румынский генеральный штаб официально объявил танки принятыми.
На вооружение Румынской армии AH-IV-R поступил под обозначением Carul de recunoastere R-1 (рум. «Разведывательная машина R-1»). В целом, чехословацкий малый танк отличал ряд удачных конструктивных решений, обеспечивавших ему высокую подвижность на пересечённой местности, однако вооружение из двух 7,92-мм пулемётов делало R-1 полностью устаревшим в качестве боевой машины уже ко времени поступления в войска, а отсутствие радиостанции и функционально перегруженный экипаж из двух человек ограничивали ценность танка даже в отведённой ему роли разведывательной машины.
Как современная, но в то же время сравнительно простая конструктивно машина, R-1 привлёк внимание Румынской армии и в качестве кандидата на выпуск создаваемой отечественной танковой промышленностью. В мае 1938 года румынская машиностроительная фирма «Малакса», специализировавшаяся на выпуске подвижного состава и ранее освоившая выпуск французских танкеток, начала переговоры с ČKD о приобретении лицензии на выпуск AH-IV, однако переговоры затянулись вследствие недоверия ČKD к румынской стороне и лицензионное соглашение было подписано лишь 22 февраля 1939 года. В общей сложности Румынская армия планировала, при технической поддержке ČKD, построить, по разным данным, 300 или 382 R-1, однако германская оккупация Чехословакии привела к новым задержкам. В конце 1939 года «Малакса» получила техническую документацию на танк, однако в итоге сумела собрать, на основе чехословацких комплектующих, лишь один прототип до своего банкротства, а ко времени национализации предприятия в 1941 году, Румынская армия потеряла интерес к малым танкам.

##### R-2 и другие образцы

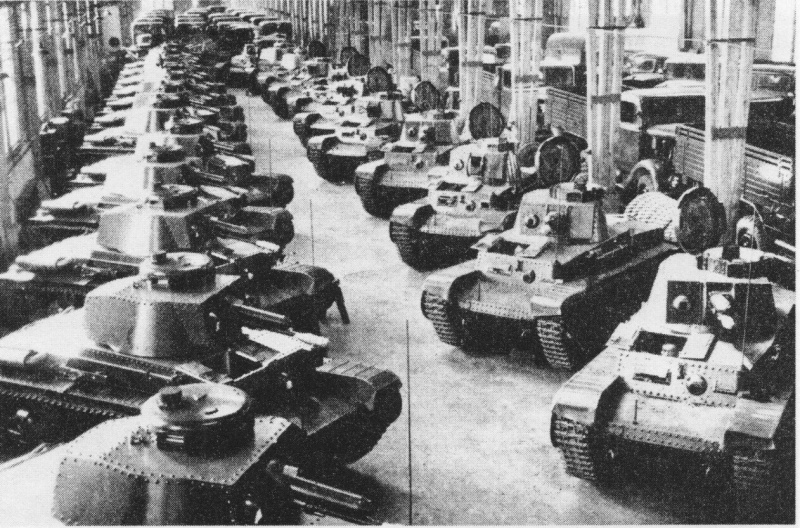
Лёгкие танки R-2, ожидающие отправки в Румынию, февраль 1939 года

Контракт с фирмой «Шкода» на поставку 126 танков Š-II-a Румынская армия подписала тоже 14 августа 1936 года. В начале лета 1937 года румынская сторона настояла на немедленной поставке 15 танков, которые «Шкоде» пришлось заимствовать из производившихся для Чехословацкой армии. Машины были переданы Румынии 10 июня 1937 года, однако испытания показали недоведённость конструкции и все 15 танков были возвращены заводу для доработки в соответствии с замечаниями румынских военных, в результате чего прототип был утверждён только в августе 1938 года, а к производству партии «Шкода» приступила 1 сентября. В конце того же месяца уже Чехословацкая Армия, в связи с Судетским кризисом и последовавшей мобилизацией, конфисковала несколько готовых танков из румынского заказа, однако несмотря на это, «Шкода» передала румынской стороне первые Š-II-a в декабре 1938 года и выполнила весь заказ к 22 февраля следующего года; Л. Несс приводит разбивку произведённых для Румынии с 1937 по 1939 год машин как 15, 61 и 50 единиц.
На вооружение Румынской армии Š-II-a поступили под обозначением Tanc ușor R-2 (рум. «Лёгкий танк R-2»). По ходу производства и испытаний Румынская армия затребовала новые изменения в конструкции танка, внесённые на 63 последних машинах, получивших обозначение R-2c (от рум. cimentate — «цементированный») и отличимых внешне по клиновидной кормовой части из двух бронелистов вместо единой скруглённой детали. По своим характеристикам, Š-II-a являлся типичным для середины 1930-х годов лёгким танком массой в 10,5 тонн, с вооружением из 37-мм пушки в двухместной башне, бронированием, не превышающим 25 мм в лобовой и 15 мм в бортовой части, и максимальной скоростью в 34 км/ч. Имея адекватные характеристики для борьбы с современными ему лёгкими танками, к 1941—1942 годам чехословацкий танк уже считался устаревшим вследствие незащищённости от огня лёгких противотанковых орудий и уязвимости даже для противотанковых ружей, а также малоэффективности против новых средних и тяжёлых танков: в частности, обстрел трофейного Т-34 в 1942 году показал полную неэффективность 37-мм орудия против его брони. Вдобавок, даже несмотря на произведённую по румынским требованиям доработку, R-2 остался недостаточно надёжной и излишне требовательной в обслуживании машиной.
Румынская армия пыталась закупить в Чехословакии и другие образцы бронетехники, в частности, по румынским ТТТ была разработана 5,8-тонная тяжёлая танкетка с вооружением из 37-мм пушки в казематной установке и достигавшим 30 мм лобовым бронированием, согласно реконструкции М. Эксворти, сочетавшая, по всей видимости, шасси бронированного тягача LKMVP с верхней частью корпуса от танкетки Š-I-d. Прототип такой машины был продемонстрирован в Румынии, однако до закупки дело не дошло, скорее всего, в связи с оккупацией Чехословакии Германией в марте 1939 года.

#### Французская техника

##### U.E.

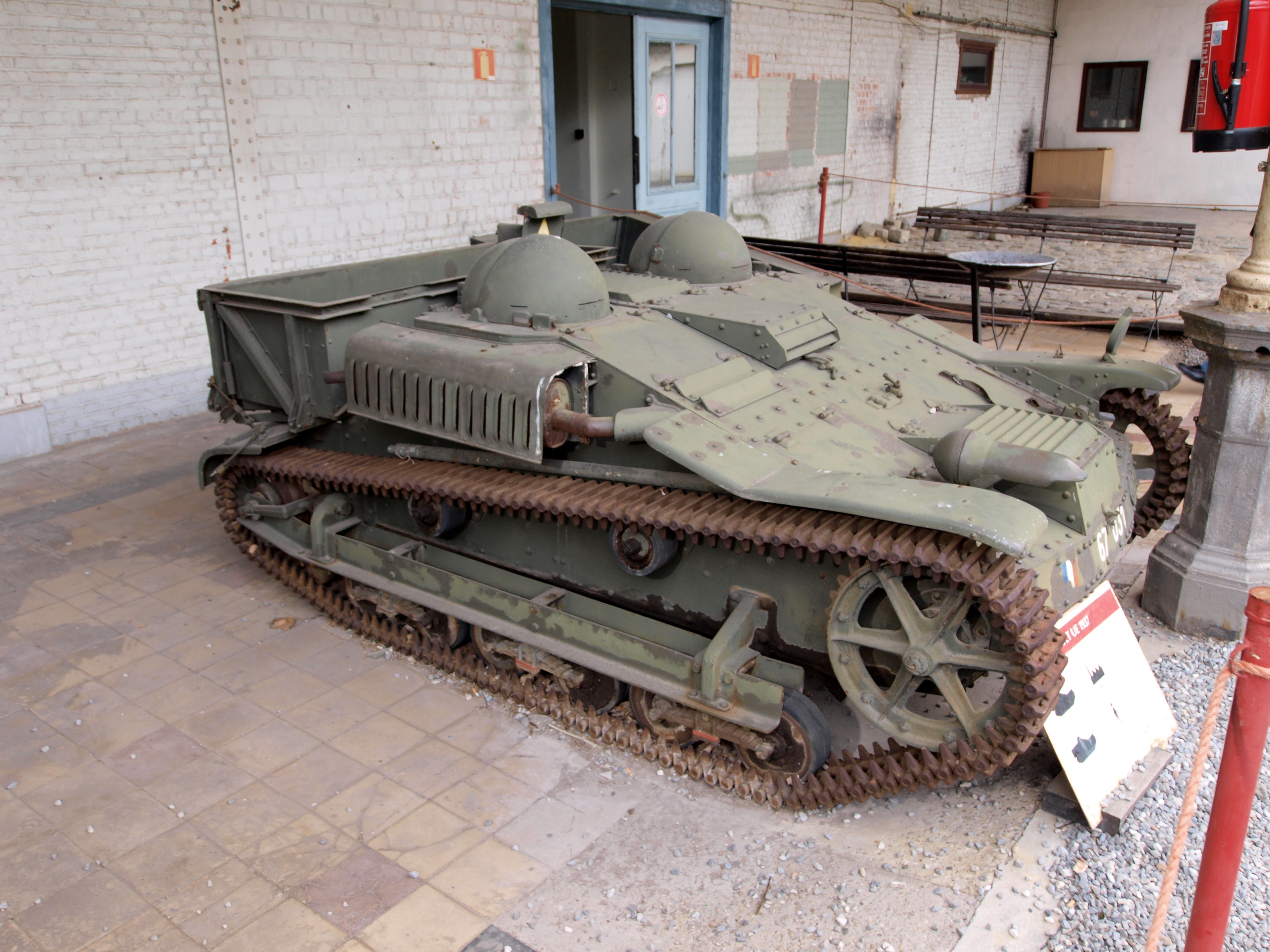
Танкетка U.E.

Первым шагом Румынии по созданию собственной танкостроительной промышленности стала закупка в 1937 году лицензии на выпуск 300 танкеток U.E. у французской фирмы «Рено». Согласно М. Эксворти, такой шаг был предпринят в ответ на закупку Венгрией итальянских танкеток C.V.3/35, однако последние представляли собой полноценные боевые машины, использовавшиеся в роли танков; 2,1-тонные U.E. же были лишены вооружения, представляя собой снабжённые бронированным гусеничным прицепом транспортёры боепитания, и закупались Румынской армией в качестве бронированных тягачей для 300 выпускавшихся по французской же лицензии 47-мм противотанковых орудий model 1936.
Лицензия на выпуск U.E. была передана компании «Малакса», в результате чего на вооружение танкетка была принята под обозначением Șenileta Malaxa Tipul UE, обычно сокращавшимся до «Малакса». Завод был вынужден импортировать из Франции двигатели, коробки передач и приборные панели, однако сумел освоить выпуск остальных узлов танкетки. Выпуск танкеток «Малакса» был начат в конце 1939 года, однако капитуляция Франции в июне следующего года сделала дальнейшие поставки критических компонентов невозможными и производство было завершено в марте 1941 года после выпуска 126 машин. Согласно С. Залоге, в мае 1938 года Румынская армия заказала у Франции 60 готовых U.E., однако о реальном выполнении заказа сведений он не приводит; другие источники упоминают, что в общей сложности Румыния получила из Франции 13 готовых танкеток.

##### R-35

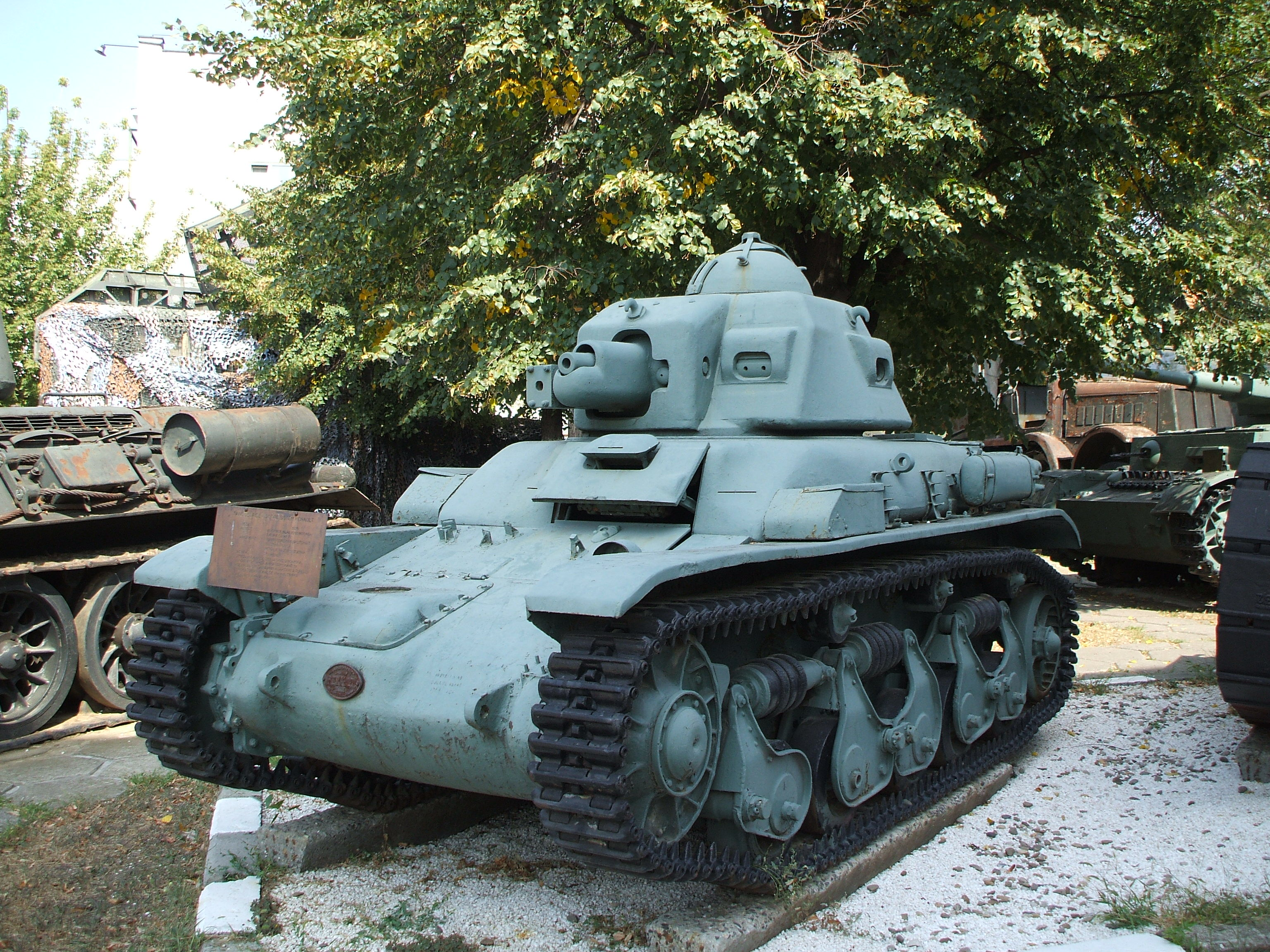
Лёгкий танк R-35

Ещё одним образцом французской бронетехники, заинтересовавшим Румынскую Армию среди ряда изученных предложений, оказался лёгкий пехотный танк R35 фирмы «Рено». Согласно С. Залоге, в мае 1938 года Румыния закупила 50 готовых R35, однако другие авторы об этом не упоминают. Известно, что в то же время было организовано франко-румынское предприятие Franco-Romana, в рамках которого Румыния пыталась организовать совместный завод для лицензионной сборки 200 танков. Осуществить это, однако, так и не удалось вследствие загруженности французской стороны перевооружением собственной армии и, согласно П. Данжу, Румынской армии удалось добиться лишь размещения заказа на 200 готовых танков, с доставкой 50 в сентябре 1939, по 25 — в январе и мае, 50 — в сентябре 1940 года, и последних 50 — в 1941 году. В итоге, в 1939 году Румынии был передан лишь 41 танк, прежде чем вступление Франции во Вторую мировую войну прервало дальнейшие поставки.
На вооружение Румынской Армии французский танк поступил под обозначением R-35, и стал первой румынской боевой машиной с противоснарядным бронированием. Однако огневая мощь танка, вооружённого короткоствольным 37-мм орудием, была ещё ниже, чем у R-2, а экипаж из двух человек, отсутствие радиостанции и недостаточная подвижность, с малыми скоростью и запасом хода, делали R-35 малопригодным для иных целей кроме непосредственной поддержки пехоты в медлительных операциях позиционной войны. Вдобавок, неудовлетворительную оценку Румынская Армия давала и надёжности R-35, хотя некоторые шаги к её повышению были предприняты: в частности, ходовая часть была усилена путём замены резиновых бандажей, склонных к чрезмерному износу, на металлические, разработанные подполковником К. Гьюлаем.

### Между оккупацией Чехословакии и вступлением в войну (1939—1941)

#### Чехословацкая техника
Как и с R-1, армия была заинтересована в приобретении лицензии на выпуск R-2, и в мае 1938 года направила в Чехословакию новую комиссию, в задачи которой, помимо переговоров по лёгким танкам, входил поиск подходящего образца более мощного среднего, условно получившего обозначение R-3. В таком классе боевых машин ČKD могла предложить румынским военным свой V-8-H, а «Шкода» — Š-II-c (T-21), однако переговоры по всем образцам затянулись вследствие германской оккупации. Германская администрация поначалу позволила чехословацким танкостроительным фирмам продолжить коммерческую деятельность, и, даже несмотря на начало Второй мировой войны, «Шкода» попыталась продать Румынской Армии лицензию на выпуск Š-II-a, осенью 1939 года продемонстрировав в Румынии усовершенствованный образец, Š-II-aR. Тем не менее, планы производства 280 танков на заводе «Малакса» также окончились ничем после банкротства фирмы.
После того, как Румыния лишилась другого своего поставщика вооружений — Франции — в июне 1940 года, армия вновь обратилась к чехословацким производителям в попытке закупить Š-II-c. Конструктивно, 17-тонный T-21, обладавший 47-мм орудием и достигавшим 30 мм бронированием, являлся дальнейшим развитием R-2, уже освоенного румынскими войсками. По одним источникам, в 1940 году Румынская армия попыталась закупить у «Шкоды» лицензию на выпуск 216 T-21, однако поскольку Румыния к тому времени ещё не присоединилась к гитлеровской коалиции, германской оккупационной администрацией на сделку было наложено вето, как и на последующую попытку закупить готовые танки; другие же упоминают лишь о том, что в январе 1941 года Румынская армия попыталась закупить 216 готовых T-21, однако ввиду приближавшегося вторжения в СССР, германская администрация отказалась принимать этот заказ. В связи с последним, неудачей окончилась и параллельная попытка заказать у ČKD 395 лёгких танков TNHPS. Подобная политика рассматривалась в Румынии как нарушающая баланс сил в регионе, поскольку параллельно Германия продала лицензию на T-21 Венгрии, отношения с которой к 1940 году достигли пика напряжённости.

#### Трофеи германской экспансии

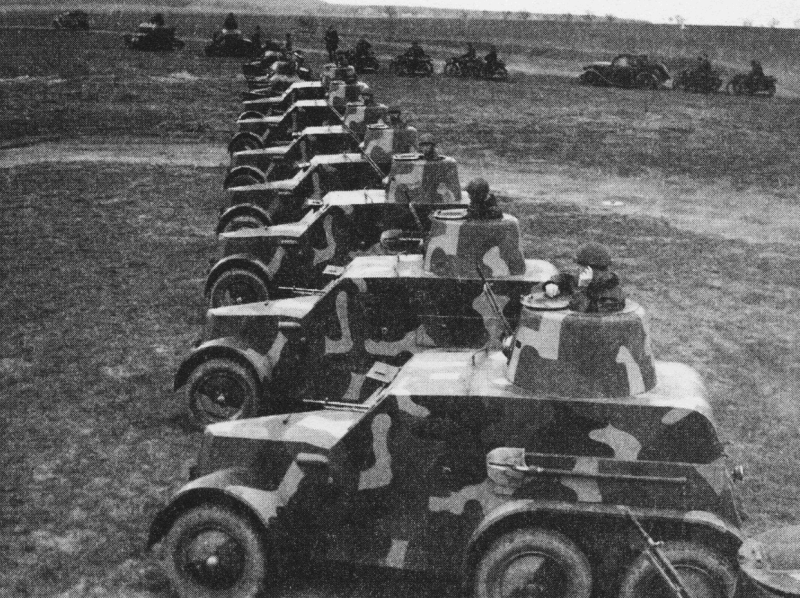
Бронеавтомобили vz.30

Менее чем через месяц после того, как Румынии были переданы последние R-2, 15 марта 1939 года Чехословакия перестала существовать; в ходе оккупации Венгрией провозгласившей независимость области Подкарпатская Русь, в приграничную Румынию ушёл комбинированный батальон 1-го танкового полка, на следующий день интернированный и передавший имевшиеся на вооружении пулемётные бронеавтомобили румынским властям, принявшим их в дальнейшем на вооружение. М. Эксворти приводит список трофеев Румынской армии как 2 неопознанных «Татры», 3 «Шкоды» vz.26 и 8 «Татр» vz.27, тогда как согласно другим авторам, в Румынии оказалось, по разным данным, 2 или 3 vz.27 и 9 или 12 vz.30; данные о 3 vz.27 и 9 vz.30 поддерживаются и чешскими источниками.
Ещё одна возможность пополнить бронетанковый парк предоставилась Румынии после раздела Польши между Германией и СССР в сентябре 1939 года. Основным приобретением оказалась материальная часть 21-го легкотанкового батальона, после поражения Польши предпочёвшего уйти в Румынию и быть интернированным там. В результате, румынским войскам достались 34 R35, принятие которых на вооружение довело число машин этого типа в Румынской Армии до 75. Согласно другим авторам, в число 34 R35 вошли и перевозившиеся через Румынию, но не успевшие дойти до Польши машины, также конфискованные румынскими войсками, однако согласно П. Данжу, упомянутая партия R35 после поражения Польши была перенаправлена ещё в пути. Наряду с 21-м батальоном, в Румынию ушли около 10—15 других бронированных машин, в основном изношенные танкетки TK и TKS польского производства, принятые на вооружение, аналогично «Малакса» / UE, в роли артиллерийских тягачей.

### От Прута до Сталинграда (1941—1942)

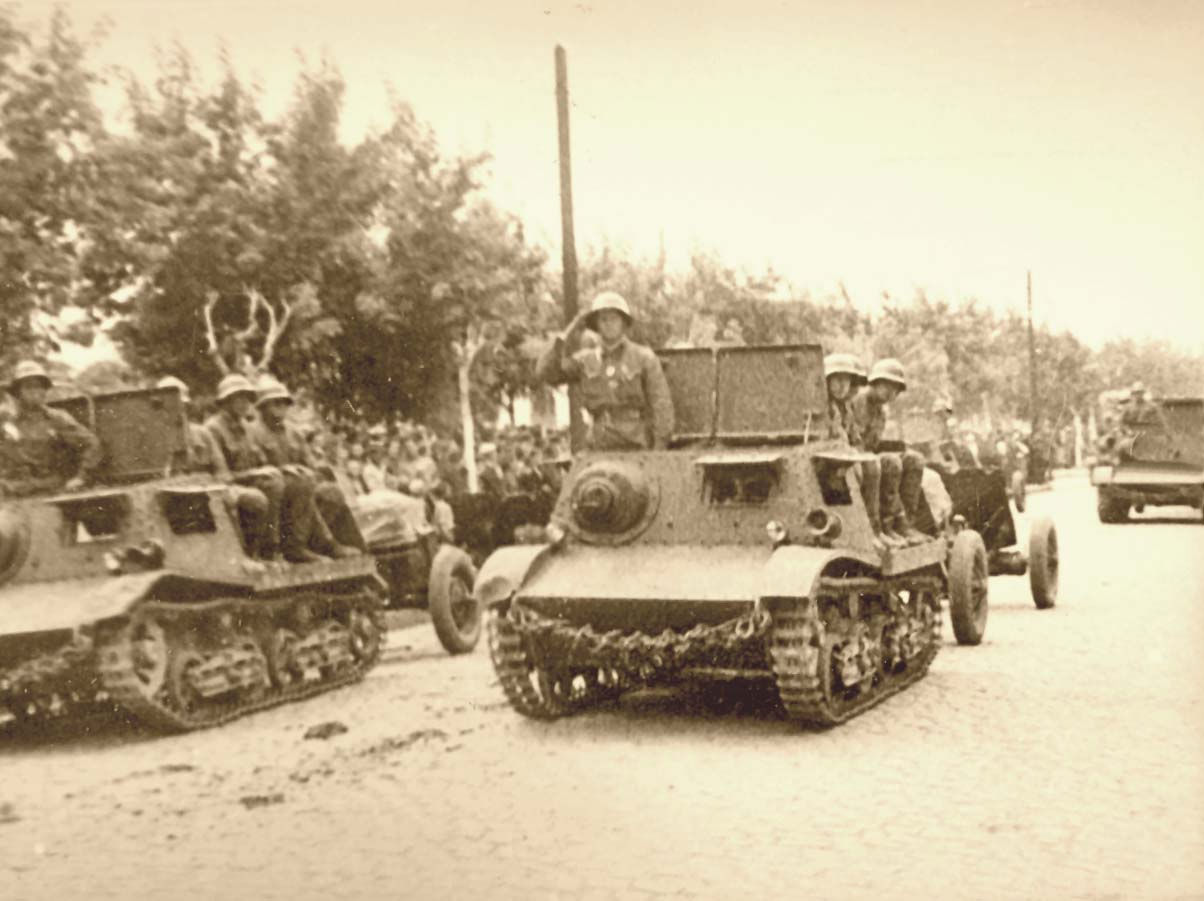
Бронированные тягачи Т-20 «Комсомолец»

В ходе кампании против СССР летом—осенью 1941 года, по боевым и небоевым причинам, были потеряны большинство румынских танков, и хотя большинство машин удалось вернуть в строй, 25 R-2 и 15 R-35 восстановлению не подлежали. Единственным же доступным источником новой техники для Румынской армии оставалась Германия, однако до 1943 года последняя с неохотой передавала бронетехнику своим восточным союзникам, неудачей окончилась и предпринятая 25 июня очередная попытка заказать танки у чехословацких производителей — 287 T-21 у «Шкоды» и 160 неустановленных 7,5-тонных танков с 37-мм орудием у B.M.M.. Единственным практическим результатом переговоров стало получение в октябре согласия Германии на продажу, и то лишь для восполнения потерь, 26 танков Pz.Kpfw.35(t), переданных румынским войскам только в июне—июле 1942 года. К 1942 году Румынская армия осознала безнадёжное устаревание R-2, и в мае попыталась приобрести у B.M.M. и «Шкоды» лицензии на выпуск лёгкого танка TNHPS и очередного варианта среднего Š-II-c — T-23, но вновь натолкнулась на отказ германской администрации, поскольку планы производства танков на заводе «Решица» требовали импорта бронелистов от предприятий бывшей Чехословакии, уже занятых германскими заказами.
Ещё одним источником бронетехники могли бы стать трофеи на советско-германском фронте: только в первые три месяца кампании румынскими войсками было захвачено 59 советских танков, а также, к октябрю 1941 года — 103 бронеавтомобиля, в том числе около 40 лёгких и 60 пушечных. Отдельные машины применялись захватившими их фронтовыми частями, но, в отсутствие запасных частей, их использование продолжалось до первой поломки, после чего машины вывозились в Румынию. Количество скопившихся в Румынии танков, танкеток, бронетракторов и бронированных тягачей к 1 ноября 1942 года достигло 175 единиц, включая 3 современных танка Т-34 и КВ-1, ничего сравнимого с которыми Румынская армия не имела. Однако вследствие всё той же нехватки запасных частей, на практике восстановлению подлежали только Т-60 и «Комсомольцы», имевшие двигатели типа «Форд A», запасные части к которым выпускались и в Румынии. Т-60, согласно приведённой М. Эксворти сводной таблице, формально на вооружение приняты так и не были, однако 34 «Комсомольца» в 1943 году прошли капитальный ремонт и были приняты на вооружение под обозначением Șenileta Ford Rusesc de Captura для использования аналогично танкеткам «Малакса»; в начале 1944 года тягачи были дополнительно оборудованы буксировочными крюками для противотанковых орудий PaK.38.
| Эвакуированная советская гусеничная бронетехника в Румынии на 1 ноября 1942 года |                                |               |               |                     |      |      |          |      |      |              |      |    |
|                                                                                  | Малые, лёгкие танки и танкетки | Средние танки | Тяжёлые танки | Прочая бронетехника |      |      |          |      |      |              |      |    |
| Т-27А                                                                            | Т-37А                          | КВ-1А         | Т-40          | Т-60                | Т-26 | БТ-7 | Т-28 М-2 | Т-34 | Т-38 | «Комсомолец» | НИ-1 |    |
| Количество                                                                       | 2                              | 19            | 3             | 1                   | 30   | 33   | 32       | 2    | 2    | 1            | 36   | 14 |

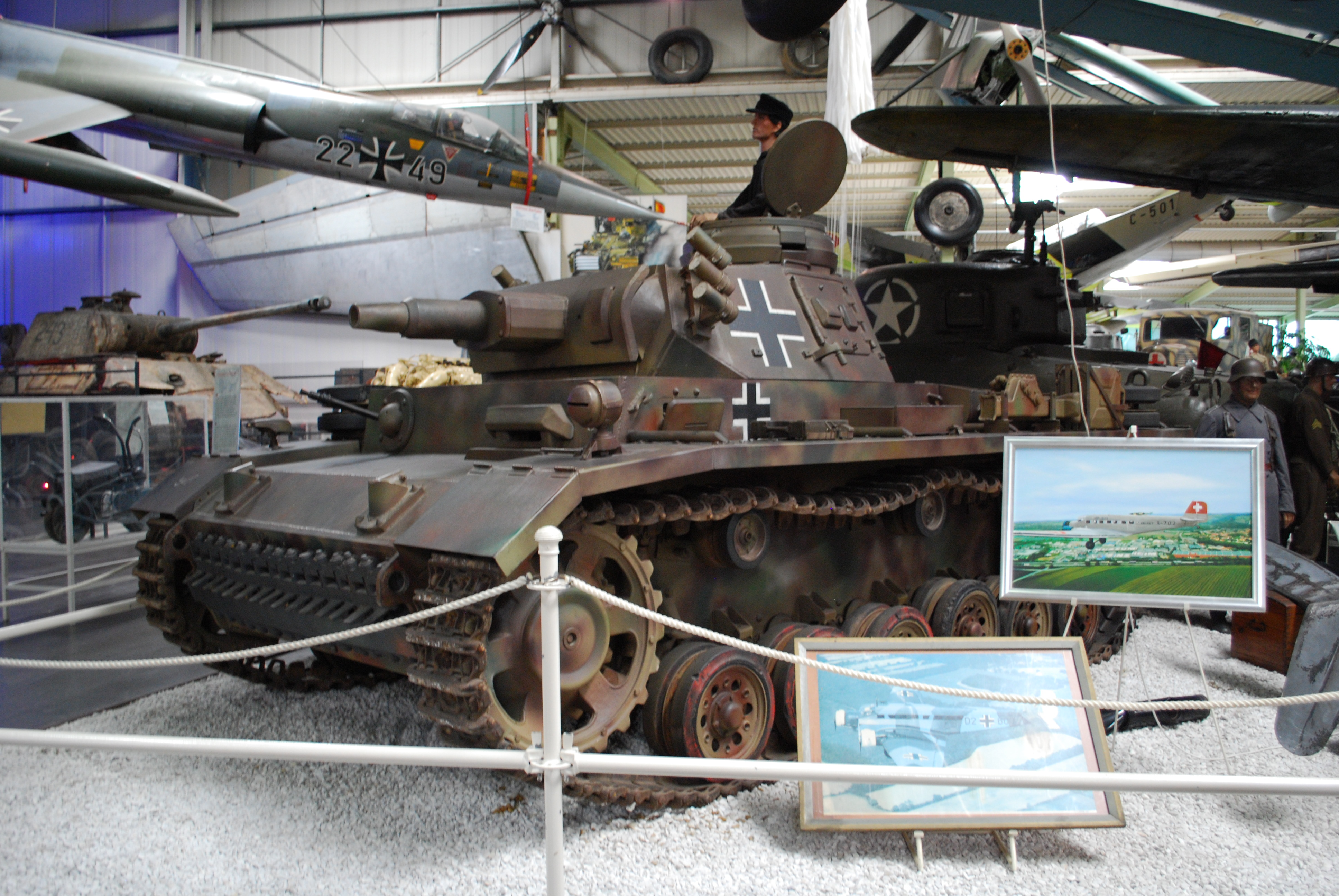
Средний танк Pz.Kpfw.III Ausf.N

Только в сентябре 1942 года Германия всё же согласилась на продажу 22 танков Pz.Kpfw.III, по одной роте которых предполагалось включить в два батальона 1-го танкового полка для их качественного усиления. В результате переговоров 22—23 сентября между А. Гитлером и М. Антонеску, на которых последний вновь запросил о поставках бронетехники и пожаловался на медлительность выполнения уже оговорённых заказов, глава германского государства поспособствовал скорейшей доставке Румынской армии современных вооружений и 17 октября 1-й полк получил 11 Pz.Kpfw.III Ausf.N и 11 Pz.Kpfw.IV, по одним данным — Ausf.D, по другим — Ausf.G, принятых на вооружение под обозначениями, соответственно, T-3 и T-4; ещё по одному образцу этих танков было передано дислоцировавшемуся в Румынии 2-му танковому полку для использования в качестве учебных.

### Между Сталинградом и Августовским восстанием (1942—1944)

#### Германская и трофейная техника

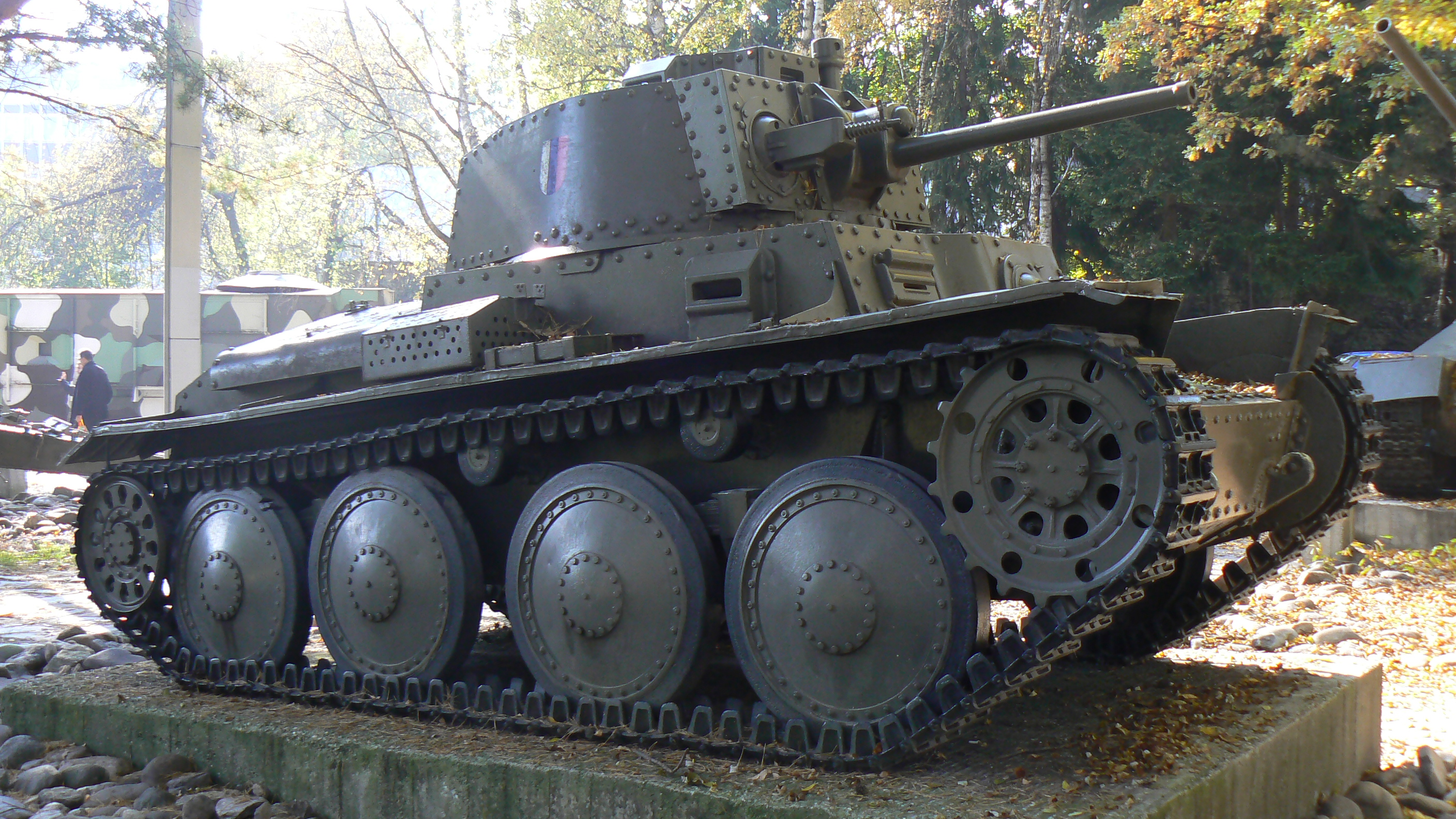
Лёгкий танк Pz.Kpfw.38(t)

В ходе советского контрнаступления под Сталинградом в ноябре 1942 года, румынская 3-я армия и, в частности, входивший в её состав 1-й полк 1-й танковой дивизии были полностью разгромлены, а безвозвратные потери Румынской армии составили 81(?) 77 R-2, 5 T-3 и 7 T-4. В ходе отступления, вермахт передал дивизии 6 лёгких бронеавтомобилей Sd.Kfz.222 и 5 командирских Sd.Kfz.223 для самообороны уцелевших частей, чтобы избежать полного уничтожения соединения. К концу кампании румынские танковые войска вновь фактически утратили боеспособность, но даже в случае восстановления всех вышедших из строя машин, опять затянувшегося, к 1943 году R-2 полностью устарели и единственными среди румынских танков, которые можно было назвать отвечающими современным требованиям, по состоянию на 15 апреля можно было назвать 2 T-4 и, отчасти, 2 T-3. Катастрофическая для Румынской Армии Сталинградская битва послужила, в то же время, толчком к развитию румынских танковых сил, поскольку демонстрация слабости оснащённых устаревшим вооружением румынских войск, ставшей одним из ключевых факторов, приведших к окружению и уничтожению германской группировки, заставила командование третьего рейха наконец пересмотреть свою политику поставки вооружений.

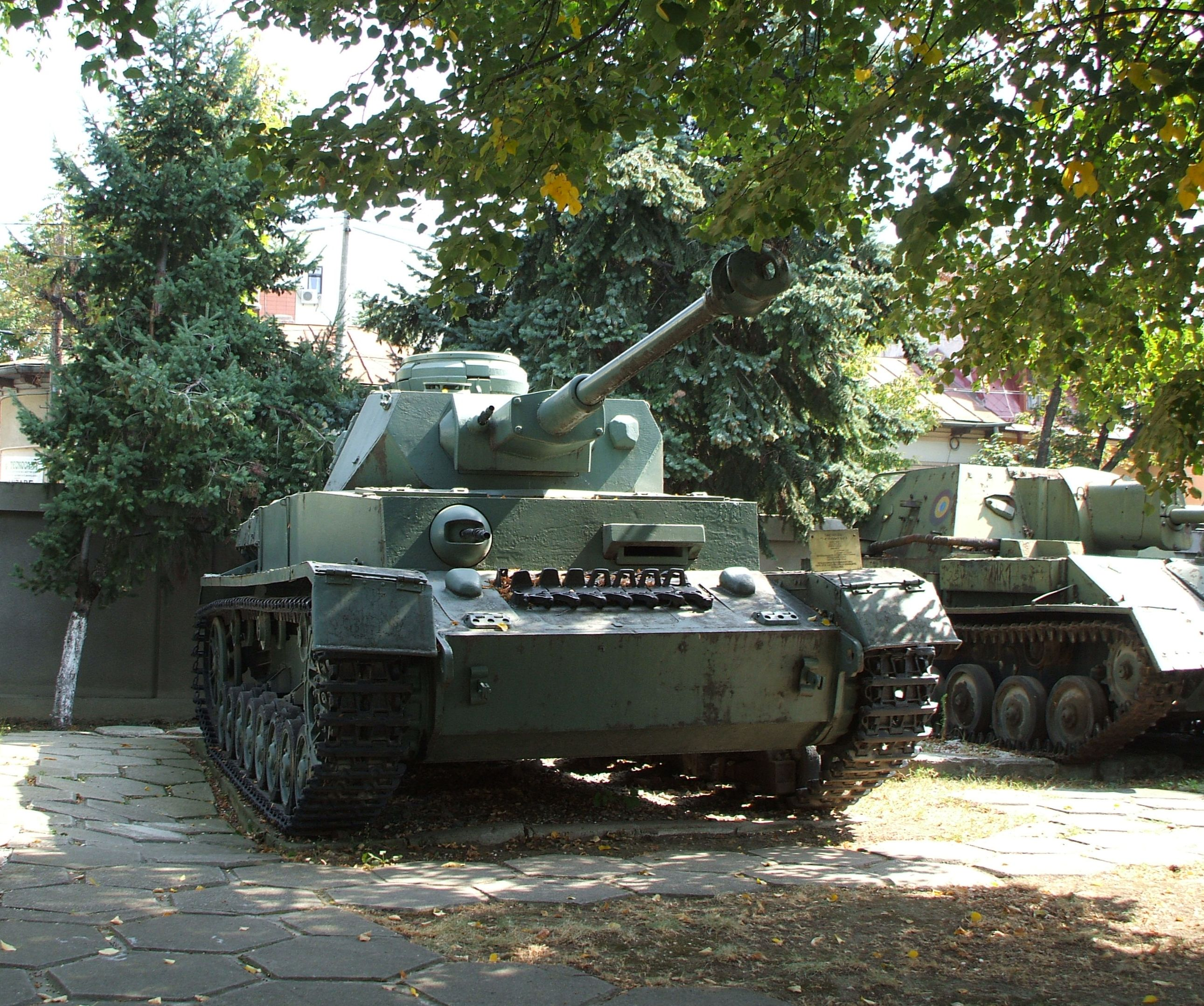
Средний танк Pz.Kpfw.IV Ausf.J

Первым шагом по поддержке румынской армии стала программа Birnbaum (нем. «Грушевое дерево»), в рамках которой в январе 1943 года был заключён контракт на поставку 50 прошедших ремонт лёгких танков Pz.Kpfw.38(t) Ausf.A, B и C. Румынская армия хотела использовать танки для вооружения переформировывавшихся в Румынии кавалерийских дивизий, однако, так как вермахт желал более активного румынского участия в боевых действиях, условием продажи была отправка машин непосредственно на фронт и танки, принятые на вооружение под обозначением T-38, были переданы 2-му танковому полку в Крыму с 15 мая по 24 июня. T-38 лишь незначительно превосходили R-2 по боевым характеристикам; вдобавок, лишь 17 из доставленных машин оказались исправными, поскольку, как выяснили румынские военные, им были переданы остатки Pz.Kpfw.38(t) после продажи Ве́нгрии лучших машин годом ранее. Подобное развитие событий вызвало скандал, вынудивший Германию согласиться с выдвинутым румынской стороной требованием, чтобы все последующие поставки осуществлялись через приёмку в Румынии.
Большее значение имела утверждённая 23 сентября программа поставки танков и штурмовых орудий Olivenbaum (нем. «Оливковое дерево»), при помощи которой планировалось восстановить 1-ю танковую дивизию и создать 2-ю танковую дивизию на основе 2-го танкового полка. За этим последовали программы Olivenbaum II и III, а позднее — Quittenbaum (нем. «Айвовое дерево») хотя подробности последней точно не установлены: возможно, что она включала только штурмовые орудия. В рамках программ Румынии поставлялись танки Pz.Kpfw.IV (T-4), в большинстве — модификации Ausf.H, с некоторым количеством Ausf.F2 и J, и штурмовые орудия Stu.G.III, принятые на вооружение под обозначением T.As.. Сведений о модификациях Stu.G.III М. Эксворти не приводит, однако другой источник в списке румынских САУ упоминает Stu.G.III Ausf.G. Хотя сроки выполнения программ — с октября 1943 по август 1944 года — в различных источниках существенных расхождений не вызывают, число полученных Румынией машин варьирует от 114 до 127, 129 или 131 T-4 и 108, 114, 118 или 120 T.As.. М. Эксворти также упоминает о том, что не менее 32 изношенных T-4 были, очевидно, переданы румынским войскам непосредственно германской 23-й танковой дивизией в апреле—мае 1944 года, не поясняя, однако, входили ли эти передачи в перечисленные программы.
В дополнение к перечисленным программам, Германия обещала поставить Румынской Армии 3 командирских танка Panzerbefehlswagen IV, 40 бронеавтомобилей Sd.Kfz.222, 8 итальянских бронеавтомобилей и 27 полугусеничных бронетранспортёров; из других источников известно о поступлении в румынские войска по меньшей мере 8 итальянских бронеавтомобилей AB 41, 45 лёгких бронетранспортёров Sd.Kfz.250 и 27 средних Sd.Kfz.251/1, в основном Ausf.D, а также 2 Panzerbefehlswagen IV.
| Поставки бронетехники по программам Olivenbaum и Quittenbaum |                   |      |      |       |    |    |    |    |    |    |     |     |     |      |
| Программа / месяц                                            | Программа / месяц | 1943 | 1944 | Всего |    |    |    |    |    |    |     |     |     |      |
| Программа / месяц                                            | Программа / месяц | 10   | 11   | Всего | 12 | 1  | 2  | 3  | 4  | 5  | 6   | 7   | 8   | 9    |
| Olivenbaum I                                                 | T-4               | 2    | 2    | 2     | 2  | 2  | 2  | 2  | 2  | 2  | 2   | 2   | 2   | 24   |
| Olivenbaum I                                                 | T.As.             | 2    | 2    | 2     | 2  | 2  | 2  | 2  | 2  | 2  | 2   | 2   | 2   | 24   |
| Olivenbaum II и III                                          | T-4               | —    | —    | 13    | 13 | 13 | 13 | 13 | 13 | 13 | —   | —   | —   | 91   |
| Olivenbaum II и III                                          | T.As.             | —    | —    | 8     | 8  | 8  | 8  | 8  | 8  | 8  | —   | —   | —   | 56   |
| Quittenbaum I                                                | T-4               | —    | —    | —     | —  | —  | —  | —  | —  | —  | 13? | 13? | н/д | н/д  |
| Quittenbaum I                                                | T.As.             | —    | —    | —     | —  | —  | —  | —  | —  | —  | 20? | 20? | н/д | н/д  |
| Фактические поставки                                         | T-4               | —    | 4    | 27    | 19 | 2  | 15 | 15 | 17 | 15 | 15? | н/д | —   | 129? |
| Фактические поставки                                         | T.As.             | —    | 4    | —     | 2  | 12 | 10 | 10 | 20 | 20 | 20  | 10  | —   | 108  |

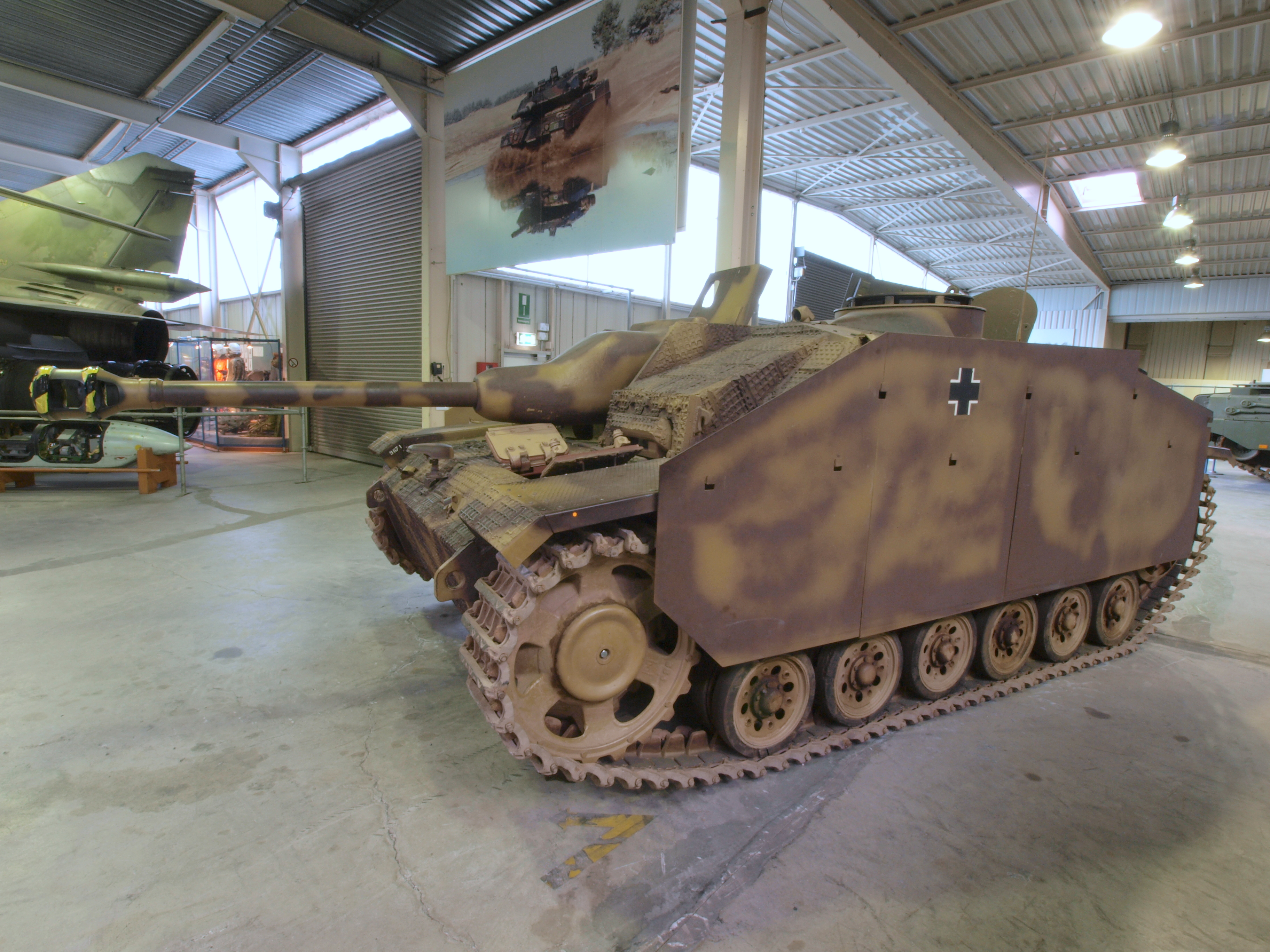
Штурмовое орудие Stu.G.III

Кубанская и Крымская кампании 1943—1944 годов обеспечили Румынию новыми трофеями, значительную часть которых составила полученная СССР по программе ленд-лиза бронетехника Великобритании и США. В марте 1944 года из Крыма в Румынию был вывезен 41 танк, в том числе: 4 Т-38, 5 М3л, 4 «Валентайна» Mk.III, 4 Т-34, 4 М3с, 1 КВ, а также 19 неопределённых «Виккерсов». Трофейная техника использовалась Румынской Армией лишь для противотанковых учений; в ходе боёв на румынской границе в мае—июне 1944 года были захвачены ещё 6 бронемашин, включая тяжёлый танк ИС-2 и штурмовое орудие ИСУ-152.

#### Бронетехника румынского производства
Параллельно с закупкой бронетанковых вооружений в Германии, Румыния пыталась пополнить танковый парк собственными силами. Основное внимание военных оказалось сосредоточено на противотанковых вооружениях: уже летняя кампания 1941 года показала, что Румынская Армия не располагает ни одним танковым или противотанковым орудием, способным эффективно бороться с советскими танками Т-34 и КВ; рассчитывать на закупку необходимых вооружений в Германии, самой испытывавшей их дефицит, Румыния также не могла. И. Антонеску первоначально выступал за выпуск копии Т-34 в Румынии, однако вскоре стало очевидно, что подобная задача для румынской промышленности непосильна.

##### TACAM T-60

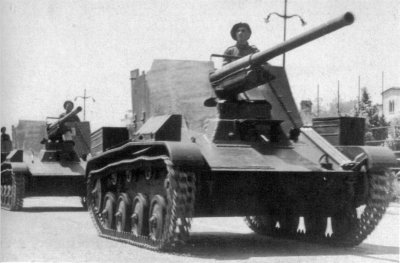
САУ TACAM T-60

К концу 1942 года единственным источником для перевооружения войск оставались трофейные советские танки и артиллерийские системы, и подполковнику К. Гьюлаю было получено разработать противотанковую САУ на их основе. Согласно С. Залоге, Румынская Армия начала работы по противотанковой САУ, по образцу германских САУ серии «Мардер», основываясь на шасси устаревших R-2 и 76,2-мм советской дивизионной пушке, однако офицерами, ввиду малочисленности уцелевших R-2, было предложено использовать трофейные лёгкие танки Т-60. На шасси Т-60, имевшем высокую подвижность и современную, но, в то же время, относительно несложную конструкцию, остановился и Гьюлай; важным аргументом в пользу Т-60 являлся также его двигатель типа «Форд A», который румынская промышленность могла обеспечить запасными частями. Для вооружения САУ же была избрана 76-мм пушка обр. 1936 года (Ф-22), имевшая наибольшую среди дивизионных орудий бронепробиваемость.
Проект Гьюлая, получивший обозначение Tun Anticar cu Afet Mobil T-60, сокращающееся как TACAM T-60, был завершён в конце 1942 года и, получив одобрение Румынской Армии, был передан фирме «Леонида» для постройки прототипа, осуществлённой, под руководством Гьюлая, с ноября 1942 по 12 или 19 января 1943 года. Серийное переоборудование TACAM T-60 велось «Леонида» с конца 1942 года, всего Румынской Армии были переданы 34 САУ этого типа в том числе 17 — в середине июня, а оставшаяся половина — к декабрю 1943 года.
При переоборудовании с танков Т-60 снимались башня и крыша боевого отделения, на месте которых размещалась установка 76,2-мм пушки, защищавшаяся открытой сверху и с кормы рубкой, собиравшейся из 15-мм бронелистов, которые приходилось срезать с танков БТ-7, поскольку румынская промышленность была не в состоянии обеспечить их поставки. Для размещения в САУ переоборудованию подвергались также прицельные приспособления и механизмы наведения орудия. В связи с размещением рубки и укладок 76,2-мм выстрелов, изменениям подвергалась также система охлаждения двигателя и крыша моторного отделения, при этом, часть деталей для этого и других, менее значительных, переделок, импортировалась из Германии. Экипаж TACAM T-60 состоял из трёх человек: механика-водителя, наводчика и заряжающего. Согласно некоторым источникам, замене, на аналогичный Fargo FH.2 румынского производства, подвергался и двигатель на части САУ. Ввиду повышенной отдачи 76,2-мм орудия, TACAM T-60 снабжались стояночным тормозом для блокировки колёс при стрельбе, а также усиленными торсионными валами подвески и опорными катками с внешней или внутренней амортизацией.

##### TACAM R-2 и другие противотанковые САУ

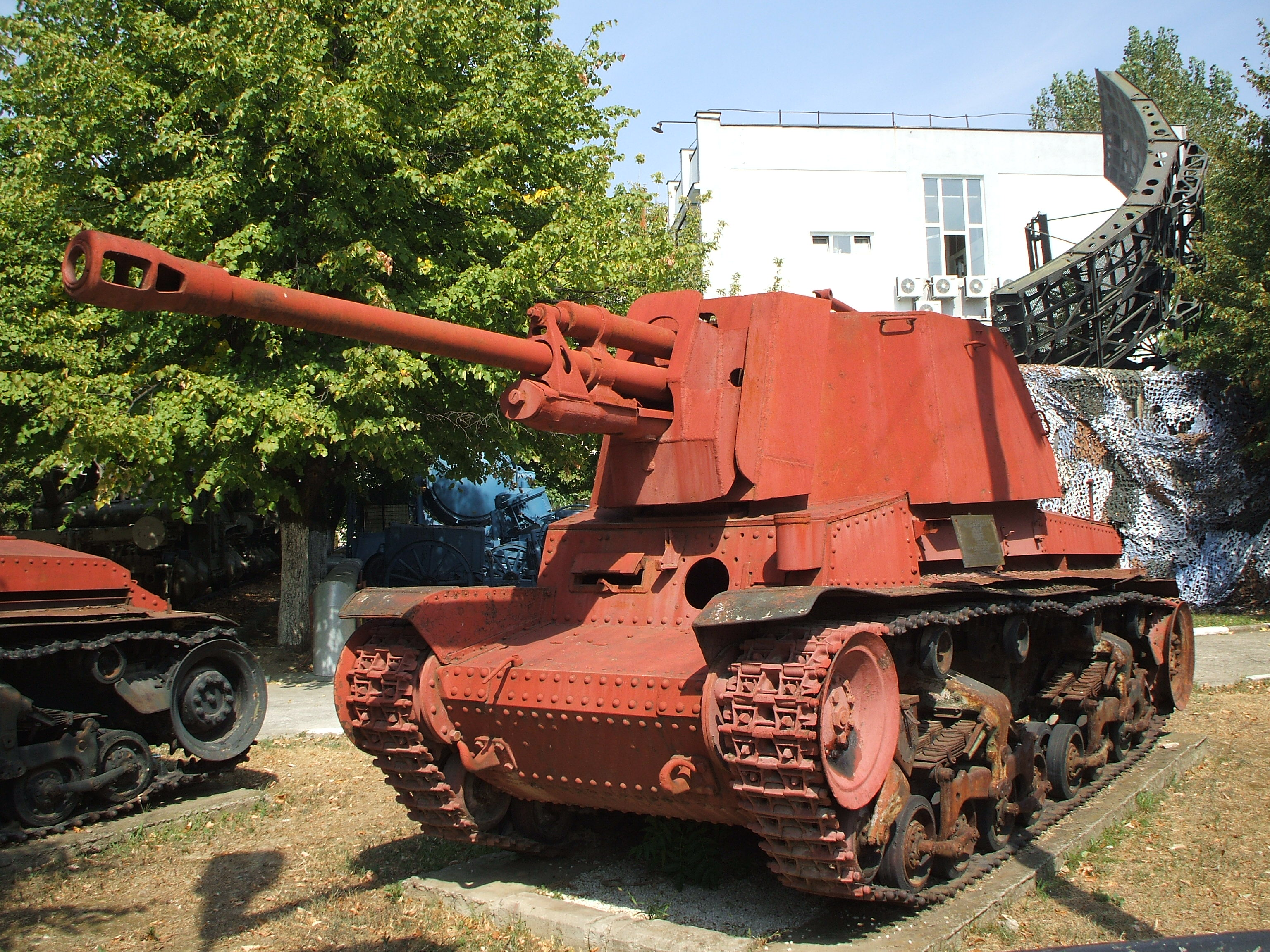
САУ TACAM R-2

Бои под Сталинградом вновь продемонстрировали малоэффективность R-2, однако отсутствие перспектив скорой их замены вынудило Румынскую Армию вернуться к проекту переделки R-2 в противотанковые САУ в попытке повысить боевую ценность устаревших машин. Проектирование новой установки, получившей обозначение TACAM R-2, было поручено Гьюлаю в декабре 1942 года, после завершения разработки TACAM T-60, и в июле—сентябре 1943 года фирмой «Леонида» был построен прототип. Конструктивно новая САУ была схожа с переделкой Т-60, однако рубка, вновь собиравшаяся из срезанных с БТ-7 и Т-26 броневых листов толщиной 10—17 мм, имела частичную броневую крышу и бо́льшие размеры, хотя экипаж TACAM R-2 также состоял из трёх человек. Оптический прицел советского образца на орудии был заменён на противотанковый «Септилич» (рум. Septilici) румынской разработки, производившийся фирмой I.O.R.
К концу 1943 года испытания прототипа были завершены и Управление механизированных войск дало разрешение на серийное производство TACAM R-2, однако поскольку отправка R-2 на завод для переоборудования оставила бы 1-ю танковую дивизию без танков, Управление было вынуждено приостановить производство САУ до получения дивизией новой техники из Германии. Переоборудование партии из 40 TACAM R-2 на заводе «Леонида», а также, согласно некоторым источникам, UDP, началось лишь в конце февраля 1944 года, причём вследствие нехватки Ф-22, серийные машины вооружались 76,2-мм пушкой обр. 1942 года (ЗИС-3), имевшей несколько меньшую начальную скорость снаряда и снабжавшейся дульным тормозом. ЗИС-3 при стрельбе снарядами румынского образца была эффективна против Т-34 на дистанции до 500—600 или около 457 метров, что уже не вполне удовлетворяло Румынскую Армию, против нового советского тяжёлого танка ИС-2 же, 76,2-мм дивизионные орудия были сочтены вовсе неэффективными, что привело к остановке производства TACAM R-2 в конце июля 1944 года, после выпуска 20 серийных машин. Для разрешения этой проблемы были рассматривались варианты вооружения последующих САУ румынской 75-мм противотанковой пушкой «Решица» или 88-мм германским зенитным орудием, предлагалось даже переоборудование оставшихся танков в огнемётные, однако к реализации этих предложений Румыния так и не успела приступить до перехода на сторону антигитлеровской коалиции.
Румынской Армией прорабатывалось и переоборудование других устаревших машин. Так, 22 ноября 1943 года Генеральный штаб принял решение о переоборудовании 14 уцелевших малых танков R-1 в противотанковые САУ для службы охранения, получившие предварительное обозначение TACAM R-1. На компактном шасси малого танка удалось разместить только 45-мм трофейную противотанковую пушку, и вскоре проект был закрыт как неэффективная растрата и без того ограниченных производственных мощностей. Ещё одна программа, получившая обозначение TACAM T-38, предусматривала переоборудование уцелевших T-38 по образцу TACAM R-2, для чего в 1943 году были зарезервированы 40 трофейных 76,2-мм орудий, однако практического развития так и не получила в связи с заморозкой производства TACAM R-2.

##### R-35/45
Ремонт уцелевших R-35 после летней кампании 1941 года, осуществлявшийся преимущественно за счёт изготовления запасных частей рядом румынских предприятий, затянулся вплоть до Сталинградской битвы, сделавшей очевидной необходимость усиления вооружения танка. Один из R-35 во 2-м полку 1-й танковой дивизии был оснащён башней от трофейного Т-26, и командованием части, в числе прочих вариантов, была предложена установка башни от трофейного Т-26, перевооружённой 47-мм противотанковой пушкой model 1936 румынского производства и спаренным пулемётом. Рассматривалась и возможность переоборудования R-35 в безбашенную противотанковую САУ по типу серии TACAM, однако в итоге армия приняла решение перевооружить танк 45-мм советской противотанковой пушкой или 47-мм model 1936, сохранив лучше защищённую башню R-35. 15 декабря проект был поручен К. Гьюлаю и капитану Д. Ходжа, в начале января 1943 года предложившими разместить 45-мм танковую пушку обр. 1932/38 годов с противооткатными устройствами в удлинённом кожухе в лобовой части, по образцу советских танков; от спаренного пулемёта, однако, пришлось отказаться вследствие нехватки места в башне.
Прототип модернизированного танка был завершён к концу февраля, и летом 1943 года прошёл испытания, по результатам которых Управление механизированных войск выдало заказ на переоборудование, по разным данным, 30 или 33 танков. На вооружение модернизированные машины принимались как истребители танков, под обозначением Vanatorul de Care R-35 (Transformat). Хотя в литературе употребляется обозначение R-35/45, в румынских документах как базовые, так и переоборудованные танки, как правило, носили идентичное обозначение R-35. К июню 1944 года были переоборудованы 30 R-35 и в июле Управление механизированных войск выдало новый заказ на Vanatorul de Care R-35, однако уже начатое «Леонида» его выполнение было остановлено с переходом Румынии на сторону антигитлеровской коалиции. В целом же, программа модернизации R-35 не принесла желаемых результатов: несмотря на повышение огневой мощи, к 1944 году вооружённая 45-мм орудием машина была уже малоэффективна в противотанковой роли.

##### «Марешал»

###### M-00 — M-03
Параллельно с ограниченной модернизацией устаревшей техники, в декабре 1942 года Румыния приступила к осуществлению своей наиболее амбициозной бронетанковой программы, когда военным министерством был дан старт разработке лёгкого истребителя танков. По мнению И. Антонеску, преодолеть слабость противотанковой обороны 1-й танковой дивизии и Румынской Армии в целом, могло лишь создание подвижного и хорошо вооружённого истребителя танков, выпускать который румынская промышленность была бы в состоянии своими силами. Ввиду отсутствия серийных образцов подобной техники, опытно-конструкторской группой, в составе майора Н. Ангела и инженер-капитана Г. Самбоцина, было принято решение отказаться от этапа проектирования и начать с испытаний установки орудия на существующем танковом шасси для практического изучения задачи и возникающих при этом проблем. Путём поэтапной доработки и испытаний конструкции с учётом возможностей промышленности, планировалось впервые создать «с нуля» боевую машину отечественной разработки.
Первый прототип M-00 был построен при участии К. Гьюлая и конструктора Р. Вереса, директора завода «Рогифер» (бывший «Малакса»), и вооружался спаренной установкой трофейной 122-мм гаубицы обр. 1910/30 гг. и пулемёта, установленных на шасси танка Т-60, верхняя часть корпуса которого была заменена на округлую рубку. САУ, получившая название «Марешал» (рум. Mareșal — «маршал») в честь Антонеску, 30 июля 1943 года прошла испытания на полигоне Судици, показавшие, несмотря на выявленные недочёты, перспективность выбранного направления. Контроль над дальнейшим развитием программы, требовавшей кооперации между широким кругом военных и промышленных организаций, был передан штабу «М» — особому комитету, подотчётному лично Антонеску. Конструкторская группа разместилась на заводе «Рогифер», где к середине октября были построены ещё три прототипа: M-01, 02 и 03, также базировавшихся на последовательно модифицировавшемся и увеличивавшемся шасси Т-60. Экипаж САУ состоял из двух человек: механика-водителя, выполнявшего также функции наводчика, и заряжающего, а вооружение составляла всё та же 122-мм гаубица, к которой был создан кумулятивный снаряд. 23 октября все три прототипа, под наблюдением Антонеску, успешно прошли испытания в Судици, и в тот же день в качестве вооружения для последующих образцов было избрано новое 75-мм противотанковое орудие «Решица» румынской разработки.

###### M-04 — M-05
Прежде, чем начать дальнейшие испытания и подготовку к серийному производству, румынская комиссия посетила ряд германских предприятий с целью изучения достижений своего союзника в области противотанковых САУ, однако пришла к выводу, что отечественный проект продвинулся дальше. Пятый прототип, M-04, был построен в ноябре 1943 — январе 1944 года и в феврале прошёл испытания в Судици. Основными нововведениями M-04, помимо 75-мм пушки «Решица» с панорамным прицелом в дополнение к телескопическому «Септилич», стали надстройка в форме усечённой пирамиды из 10…20-мм бронелистов, французский двигатель «Гочкисс» H39 мощностью 120 л.с, а также ходовая часть по типу T-38.
Параллельно, в ноябре — декабре 1943 года началась подготовка к серийному производству «Марешала», требовавшему импорта важнейших компонентов: заказ на 1000 двигателей был дан фирме «Гочкисс» в оккупированной Франции, тогда как за рядом других компонентов Румыния обратилась к ОКХ. С обсуждением этих заказов, о САУ стало известно вермахту; проект получил значительную личную поддержку со стороны А. Гитлера, рассчитывавшего, что производство «Марешала» сумеет освободить германскую промышленность от поставок бронетехники Румынии. Несмотря на это, Румынская Армия, для максимального снижения зависимости от германских поставок, заключила договоры на ряд комплектующих с французскими, чешскими, австрийскими, швейцарскими и шведскими фирмами.
К марту 1944 года, конструкторская группа, в состав которой вошли также Вольрат от германской фирмы «Алкетт» и подполковник В. Нестореску, один из разработчиков «Решицы», уже вела работу над прототипами M-05 и M-06, на основе которых планировалось начать серийное производство САУ. В июне—июле испытания прошёл M-05, построенный уже преимущественно из разработанных или модифицированных в Румынии компонентов. В то же время росла и доля комплектующих чешского производства; основными импортными узлами оставались двигатель «Гочкисс», гусеницы типа T-38 и германские радиостанция и детали прицела.

###### M-06 и серийное производство
Выпуск установочной «нулевой» серии из 10 «Марешалей» был назначен на июнь 1944 года, а уже к сентябрю предполагалось достичь месячного выпуска в 100 САУ, однако начавшиеся в апреле англо-американские бомбардировки заставили внести коррективы в эти планы. Не нанеся значительного прямого ущерба вовлечённым в программу предприятиям, налёты, однако, нарушили поставки импортных комплектующих и заставили терять время на рассредоточении промышленности, в результате чего планы выпуска установочной серии были перенесены на 1 ноября 1944, а 1-й и 2-й серий, из 40 и 50 машин, соответственно — на январь 1945 года. 10 мая контроль над программой взяло на себя Управление механизированных войск, разместившее первый заказ сразу на 1000 «Марешалей», 200 из которых планировалось выпустить по образцу M-05, в то время как в конструкцию последующих 800 должен был постепенно вноситься опыт испытаний M-06 и установочной серии.
После потери завода «Гочкисс», Румынии, в рамках заключённого с ОКХ договора о содействии выпуску «Марешалей», была предложена лицензия на выпуск чехословацкого двигателя Praga EPA AC 2800 мощностью 160 л.с, а позднее — и всего «Хетцера», вследствие значительной унификации между двумя САУ. В ходе последующих предварительных переговоров по совместному производству «Марешала» и «Хетцера», до перехода на сторону антигитлеровской коалиции Румыния успела заключить с Германией договорённость о поставках перспективного дизельного двигателя мощностью 220 л.с, брони, гусениц и деталей прицела. Выпуск должен был поровну распределяться между двумя странами, и для ознакомления Румынской Армии с «Хетцером», Гитлер выделил партию из 15 САУ, доставке которых, запланированной на 25 августа, помешал переворот. В ходе переговоров, Германия также проявила интерес к закупке нескольких десятков шасси «Марешала» для постройки вооружённой 37-мм пушкой ЗСУ.
Румынская Армия возлагала значительные надежды на «Марешал», однако переворот 23 августа положил конец всем планам производства САУ. К моменту переворота M-05 успел завершить всю программу испытаний, за исключением испытаний на выносливость, но 29 августа Генеральный штаб приостановил программу, а к сентябрю принял решение ограничиться выпуском установочной серии, предположительно, поскольку Германия не успела поставить комплектующие для дальнейшего производства. 21 сентября были возобновлены испытания M-05, однако 26 октября, по требованию СССР, Управление механизированных войск было расформировано, что привело к остановке все дальнейших работы по программе ещё до завершения установочной серии.
Открытым остаётся вопрос о влиянии «Марешала» на германское танкостроение. С одной стороны, известно, что в декабре Антонеску ознакомил с проектом Гитлера, которому 6 января 1944 года были продемонстрированы чертежи M-04, и по мнению М. Эксворти, «можно почти не сомневаться в том, что проект M-04 оказал значительное влияние на разработку „Хетцера“», "одобренную Гитлером 7 декабря после значительной задержки". На испытаниях M-04 в феврале 1944 года присутствовали представители Управления вооружений, высоко отозвавшиеся о подвижности и новизне конструкции САУ, и, согласно Эксворти, один из них, подполковник Фенц, в мае 1944 года признал, что «Хетцер» создавался по образцу «Марешала». В то же время, посвящённые «Хетцеру» работы историков германской бронетехники, таких как Т. Йенц и М. Свирин, не упоминают о каком бы то ни было румынском влиянии. Проект лёгкой противотанковой САУ был разработан B.M.M. в инициативном порядке ещё в августе — сентябре 1943 года, и после получения в ноябре официального заказа вермахта на доработку отложенного проекта, 17 декабря представителям Управления вооружений были продемонстрированы деревянные макеты двух вариантов машины, уже нёсших основные черты будущего «Хетцера».

### На стороне антигитлеровской коалиции (1944—1945)
С переходом на сторону антигитлеровской коалиции, Румыния была вынуждена вернуть СССР всю трофейную технику, как и большинство TACAM T-60, использовавших её базу, хотя другие источники упоминают, что САУ продолжали использоваться до конца войны. Кроме того, СССР, как правило, передавались взятые уже у германских войск трофеи, включая два захваченных 31 августа «Тигра». Тем не менее, румынские войска некоторое время использовали два «Хетцера» и венгерское штурмовое орудие «Зриньи»; ещё несколько венгерских танков «Толди» и «Туран» достались Румынии в неисправном состоянии. В целом же, до конца войны танковые подразделения Румынии были вынуждены опираться на полученные из Германии машины, к которым прибавилось ещё некоторое количество Pz.Kpfw.IV и Stu.G.III, полученных от СССР; по одним источникам, в конце 1944 — начале 1945 года, по другим — в конце февраля или марте 1945 года, непосредственно на фронте. Лишь к концу войны СССР передал Румынии небольшое количество современных танков Т-34-85.

## Организация производства
Механизация румынских войск сдерживалась зачаточным состоянием автомобильной промышленности в стране, к началу войны фактически ограниченной единственным заводом «Форд», чьи производственные мощности ограничивались 6—10 машинами в день, несмотря на импорт большинства комплектующих. Первые попытки выпуска бронетехники разворачивались на базе бухарестской машиностроительной фирмы «Малакса», специализировавшейся на выпуске подвижного состава. Однако даже производство лёгких бронемашин, таких как танкетка снабжения U.E. или малый танк R-1 в Румынии наталкивалось на необходимость импортировать двигатели и коробки передач, что ставило Румынию в критическую зависимость от иностранных поставок; лицензионное производство среднего танка T-23 требовало уже и импорта бронелистов. Банкротство «Малакса» остановило эти попытки, однако в 1941 году завод был национализирован, и в 1943—1944 годах на базе предприятия, переименованного в «Рогифер», велась подготовка к выпуску САУ «Марешал». К переоборудованию устаревшей бронетехники в противотанковые САУ привлекались фирмы «Леонида» и, согласно некоторым источникам, UDP, также расположенные в Бухаресте.

## Окраска, тактические и опознавательные знаки

Монограмма Михая I, упрощённая версия которой служила опознавательным знаком румынских бронемашин

На вооружении Румынской Армии бронетехника, как правило, не перекрашивалась после получения; в частности, чехословацкие R-1 и R-2 несли заводскую окраску цвета хаки, в то время как французские R-35 сохраняли стандартную тёмно-зелёную окраску Французской Армии. Полученные от Германии T-38 всё ещё имели тёмно-серую (нем. Panzergrau) окраску, в то время как последующие поставки несли тёмно-жёлтую окраску, иногда в сочетании с оливковым и красно-коричневым цветами. В зимнее время поверх базового цвета могла наноситься водорастворимая белая краска. Лишь для «Марешалей», впервые в истории Румынской Армии, планировалось ввести многоцветный камуфляж, однако эта программа так и не была осуществлена.
В качестве опознавательного знака Румынская Армия до 1940 года использовала монограмму Кароля II, наносившуюся на правый борт башни. После вступления на престол Михая I, опознавательным знаком стала служить белая упрощённая версия его монограммы, наносившаяся на борт; знак большего размера, белый или раскрашенный в цвета национального флага, наносился на крышу моторного отделения для опознавания авиацией. Помимо этого, по крайней мере на R-1 и T-38 в ходе войны применялись трёхцветные круглые опознавательные знаки, аналогичные используемым ВВС и наносившиеся на борта корпуса и крышу трансмиссионного отделения. После перехода на сторону антигитлеровской коалиции, в Румынской Армии были введены новые знаки в виде красной звезды на белом круге.

## Эксплуатация и боевое применение

### Межвоенный период
На основе закупленных F.T., в 1919 году румынской армией были сформированы танковая школа и танковый батальон, на базе которого, двумя годами позднее, после присоединения нескольких вспомогательных подразделений, был создан 1-й танковый полк с танковым батальоном из 60 машин. На протяжении последующих полутора десятилетий, однако, существенных изменений румынские танковые войска не претерпели и к середине 1930-х годов большинство изношенных F.T. уже не поддавались ремонту.
Лишь в конце 1930-х годов Румынская Армия начала модернизацию танковых войск, начиная с перевооружения 1-го полка R-2 в 1940 году был перевооружён 1-й полк; 30 боеспособных F.T. же были собраны в подчинённом Генеральному штабу батальоне охранения. В 1939 году за этим последовало формирование 2-го полка, оснащавшегося материальной частью преимущественно французского производства и получившего на вооружение танки R-35. Следующим шагом стало формирование в 1940 году первой румынской мотострелковой бригады на базе 1-го полка, а 17 апреля 1941 года из полка, дополненного четырьмя батальонами 3-го и 4-го стрелковых полков и 1-м моторизованным артиллерийским полком, была сформирована 1-я танковая дивизия. Согласно утверждённому в 1941 году штатному расписанию, дивизия включала два танковых, один мотострелковый и один артиллерийский полк, поддерживаемые инженерным и бронекавалерийским батальонами, с зенитной и противотанковой ротами.
Закупленные кавалерией R-1 были первоначально распределены по четырём кавалерийским дивизиям, а с 1940 года — сменившим их отдельным кавалерийским бригадам: по четыре R-1 в механизированных эскадронах 1-й, 7-й и 9-й, и по две трёхтанковые роты в механизированных эскадронах 5-й, 6-й и 8-й бригад. В разведывательных подразделениях кавалерии находились и бронеавтомобили устаревших образцов, в то время как более новые машины, интернированные после оккупации Чехословакии, были распределены между штабами корпусов для разведки и связи.
Несмотря на ряд возникавших в межвоенном периоде конфликтных ситуаций, в которые оказывалась вовлечена Румыния, до прямых военных столкновений дело в них не дошло, и первым эпизодом реального боевого применения румынской бронетехники стали события «мятежа легионеров» в январе 1941 года. Со стороны восставших в боях использовались как минимум две танкетки U.E, переданных легионерам симпатизировавшим «Железной гвардии» владельцем «Малакса» прямо с конвейера. В подавлении мятежа же принимал участие 2-й танковый полк, потеряв при этом по меньшей мере один R-35, сожжённый в уличных боях.

### Во Второй мировой войне

#### Кампания 1941 года
1-я танковая дивизия была задействована во вторжении в СССР в июне 1941 года, однако к началу боевых действий дивизия всё ещё не завершила формирование. Вдобавок, низкая скорость R-35 2-го полка делала нецелесообразным их использование совместно с относительно подвижными R-2, и ещё до начала боевых действий дивизия была разделена: основная часть дивизии, с разделённым между 3-й и 4-й армиями 1-м полком, наносила удар к северу от Ясс, в то время как 2-й танковый полк был придан 3-му корпусу 4-й армии.
В кампании 1941 года части 1-й дивизии, а также 1-я, 7-я и 9-я кавалерийские бригады, приняли участие наступлении от румынской границы к Одессе и последующем её штурме. Хотя в ходе кампании дивизия успешно осуществляла манёвренные операции в Бессарабии, к концу года силы 1-го полка оказались истощены: из 105 наличных R-2 были потеряны 86, причём 60 из них — в результате поломок; бронезащита уязвимого даже для противотанковых ружей танка также была найдена недостаточной. Не лучшим было и состояние 2-го полка: медлительные и обладавшие низкой огневой мощью R-35 продемонстрировали низкую боевую ценность в условиях манёвренной войны на пространствах советско-германского фронта, и несмотря на лучшую защищённость французского танка, сыгравшую роль в том, что безвозвратные потери в кампании составили лишь 15 машин, большинство остальных к концу компании требовали капитального ремонта.
В кампании приняли участие также 5-я, 6-я и 8-я отдельные кавалерийские бригады, наносившие удар вдоль черноморского побережья и вышедшие к Азовскому морю в сентябре. Надёжность даже этих машин оказалась столь же низкой: хотя ни один из R-1 не был потерян в боях, к октябрю румынская армия была вынуждена отправить большинство танков 5-й, 6-й и 8-й бригад на ремонт в Бухарест. В результате, к поздней осени из румынских танков на фронте остались лишь несколько R-1 8-й кавалерийской бригады, до мая 1942 года действовавших в Крыму под Севастополем и на Керченском полуострове в составе механизированной группы.

#### Кампании 1942—1943 годов
В начале 1942 года 90 R-2 были отправлены на ремонт, оставив 1-й полк фактически без танков. До 1942 года затянулся и ремонт изношенных R-35, до 1944 года уже не возвращавшихся на фронт и использовавшихся для противопартизанской борьбы в Транснистрии. Во 2-м полке, в батальоне охраны тыловой зоны, формально состоявшем из трёх рот по 25 машин, были сведены и остававшиеся F.T., рассредоточенные по стратегическим объектам в самой Румынии. Помимо этого, один взвод из шести F.T. был включён в состав полка личной охраны Антонеску в 1944 году.
Вооружённая прошедшими ремонт и полученными от Германии R-2, 1-я дивизия вернулась на фронт 29 августа и была придана германскому 48-му танковому корпусу в атаке на Сталинград. В ходе начавшегося 19 ноября советского контрнаступления, дивизия, столкнувшаяся с превосходящими советскими танковыми частями, вооружёнными современной техникой, оказалась отрезана от запасов топлива и германских войск. Хотя дивизии удалось добиться определённых успехов — по румынским данным, в боях 20 и 22 ноября были подбиты 122 советских танка — к 24 ноября в дивизии осталось лишь 30 машин, большинство из которых при последующем отступлении через реку Чир были брошены вследствие отсутствия топлива. В последующем отступлении были потеряны и оставшиеся машины, и выйдя из боёв к 1 января 1943 года, дивизия осталась лишь с 40 неисправными R-2, брошенными ранее в тыловых складах.
В боях под Сталинградом приняли участие и кавалерийские бригады переименованные в дивизии — 5-я, 7-я и 8-я — потеряв 14 R-1. 6-я и 9-я дивизии же, первоначально вместе с 5-й, принимали участие в наступлении на Кавказ, но уже к началу 1943 года в 6-й и 9-й дивизиях осталось только два исправных танка, позднее отосланных в Румынию как устаревшие.

#### Кампании 1943—1944 годов
После разгрома под Сталинградом, остатки 1-й дивизии были выведены в Румынию, оставив армию без фронтовых танковых частей, до формирования в Крыму в мае 1943 года отдельного танкового батальона с тремя ротами по 15 T-38. В конце июля батальон был переброшен на Кубань, где вёл боевые действия до начала апреля 1944 года, когда были потеряны последние 11 T-38; ещё 20 танков ноябре—декабре 1943 года были эвакуированы в Румынию, где были включены в резерв 2-го танкового полка.
Принятый в 1943 году план развития механизированных частей Румынской Армии предполагал не только восстановление 1-й дивизии, но и полную моторизацию 5-й и 8-й кавалерийских дивизий, с тем, чтобы позднее переформировать их в танковые; позднее также было решено сформировать 2-ю танковую дивизию на базе 2-го танкового полка. Для координации этой программы и объединения механизированных частей под общим командованием, в том же году было создано Управление механизированных войск, со штабом Механизированного корпуса. На практике, однако, румынские танковые войска не имели иных источников для перевооружения, кроме германских поставок, начавшихся только к концу года, и лето 1943 года оставшиеся танки 1-й дивизии провели в противотанковых учениях переформировывавшихся пехотных дивизий.
В феврале 1944 года, для поддержки вернувшейся на фронт 3-й армии, в Транснистрии была сформирована импровизированная смешанная танковая группа «Кантемир», имевшая на вооружении 30 T-4, 2 T-3, 10 T.As., 14 TACAM T-60 и по роте устаревших R-2 и R-35, а с отступлением румынских войск, 28 марта группа была переброшена на север Бессарабии, где вошла в состав мобильного бронетанкового соединения, включавшего один из батальонов 1-го танкового полка, батарею TACAM T-60, а также различные пехотные и артиллерийские части, и на основе которого велось переформирование 1-й танковой дивизии. В апреле же, всё ещё не завершив формирование, в резервный эшелон фронта были направлены 1-я танковая и 8-я моторизованная кавалерийская дивизии.
На протяжении лета 1944 года 1-я дивизия постепенно восстанавливала свои ряды, однако 11 августа, имея лишь половину от положенных по штату 90 танков и САУ, была вынуждена отправиться на фронт, где действовавшие раздельно части дивизии приняли активное участие в отражении начавшегося 20 августа советского наступления. В непродолжительных боях, завершившихся перемирием 24 августа, дивизия потеряла 34 машины, однако уже за первый день операции заявила о подбитии 60 советских танков. Рассредоточенные части 8-й моторизованной кавалерийской дивизии к середине августа всё ещё находились в процессе переформирования во 2-ю танковую, а 23 августа вся бронетехника танкового соединения была конфискована германской 20-й танковой дивизией, так и не успев вступить в бой. Помимо этого, в состав 3-й армии вошли две роты R-35/45, однако их судьба остаётся не вполне выясненной.

#### Кампании 1944—1945 годов

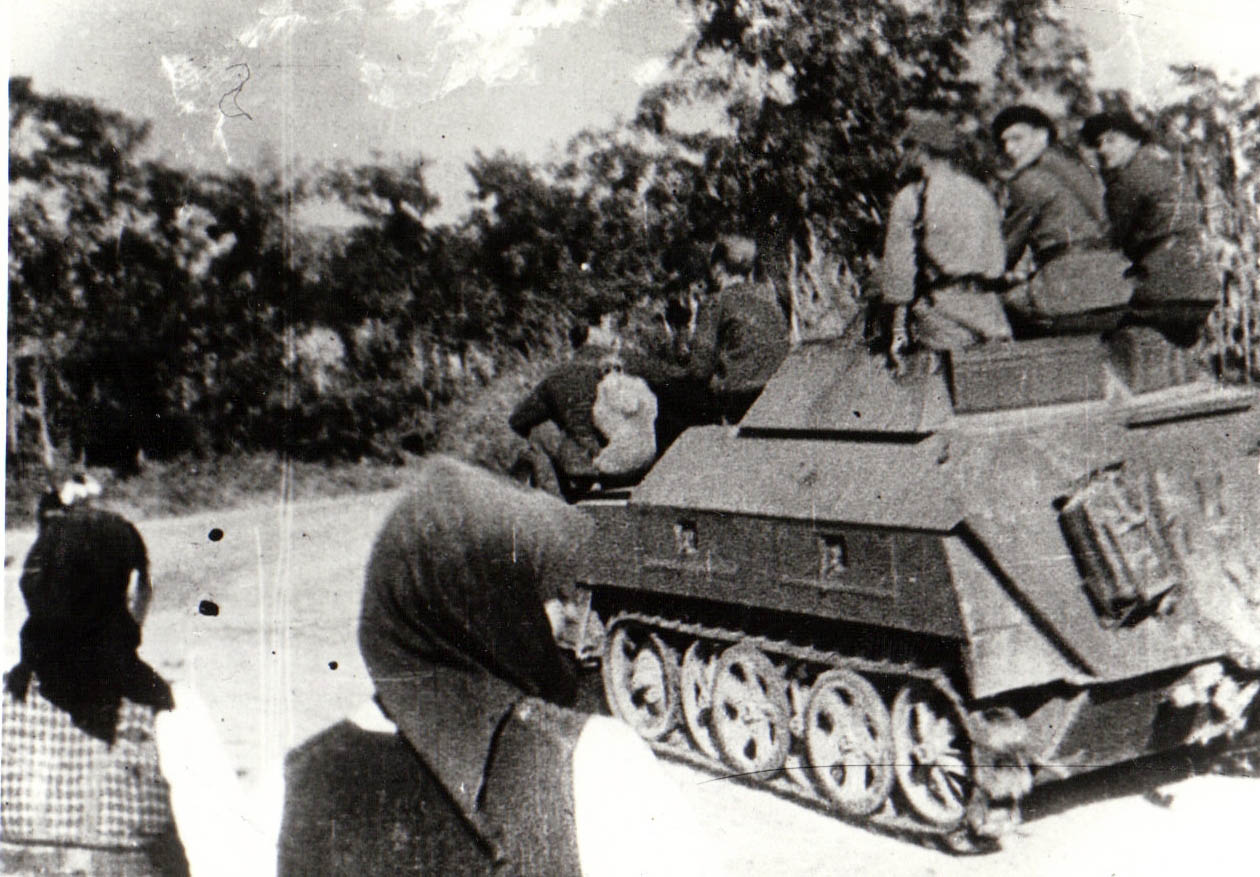
Sd.Kfz.250/9 Армии Румынии. Трансильвания, сентябрь-октябрь 1944 года

В ходе Августовского восстания и последующей зачистке и обороне территории Румынии от германских войск принял участие ряд танковых подразделений, использовавших в том числе даже устаревшие F.T. 24 августа из остатков 1-й танковой дивизии и её учебных подразделений были сформированы две бронетанковые группы: Никулеску, вооружённая 10 T-4, 10 T.As и 20 TACAM R-2, и принявшая участие в обороне Бухареста и последующих боях против остававшихся в Румынии германских войск, и Попеску, получившая устаревшие R-2, R-35 и T-38, и направленная на защиту нефтепромыслов в Плоешти.
В сентябре—октябре 1944 года ядро румынских танковых сил, вооружённое преимущественно германской бронетехникой, использовалось в боях на различных участках фронта, разделяясь на тактические группы и объединяясь вновь. В октябре, танковая группа, постепенно уменьшавшаяся вследствие боевых потерь и выхода из строя изношенной техники, использовалась для поддержки пехоты при освобождении северной Трансильвании, но к моменту выхода к румынской границе практически перестала существовать как боеспособное соединение и была отозвана с фронта в начале ноября.
По условиям мирного договора с антигитлеровской коалицией, обе танковые дивизии были распущены, а остатки 1-й танковой дивизии были влиты во 2-й танковый полк, чья поддававшаяся ремонту бронетехника, по состоянию на начало февраля 1945 года, насчитывала 8 T-4, 8 T-38, 5 R-2, 26 R-35 и R-35/45, 40 FT-17, 13 T.As, 12 TACAM R-2, 8 Sd.Kfz.222 и 5 бронетранспортёров. С подобной разнотипной материальной частью, полк был в феврале отправлен на фронт под Шаги, где вошёл в подчинение советской 27-й гвардейской танковой бригады. Советское командование отправило все F.T. и большинство R-2 и TACAM R-2 на склады, взамен передав полку некоторое количество трофейных T-4 и T.As, а позднее полк пополнился ещё и 11 уцелевшими R-1. С 26 марта полк принимал участие в боях в западной Словакии, к концу апреля вследствие потерь будучи переформированным в роту. Последние бои румынские части приняли, по разным данным, 5 или 7—9 мая.
14 мая полк вернулся к 1-й армии, имея исправными только один T-4 и три бронетранспортёра, в то время как вышедшие из строя машины остались на советских складах. Уцелевшие танки устаревших типов некоторое время эксплуатировались и в послевоенном периоде. Так, по некоторым данным, R-35 оставались на вооружении вплоть до 1952 года. На вооружении оставалось и некоторое количество T-38, как показывают закупки запасных частей в Чехословакии после войны, а также, предположительно, и несколько R-1.

### Комментарии
1. ↑  Не более 48 машин даже в полном составе
2. ↑  Расшифровка такого обозначения в источнике не приводится, однако в танкостроении «цементация», как правило, относится к цементации брони
3. ↑  Принятом на вооружение Венгерской армии, в модернизированном варианте T-22, под обозначением 40.M «Туран»
4. ↑  Исходя из производителя, два последних обозначения могут относиться к бронеавтомобилям «Шкода» vz.27 и «Татра» vz.30
5. ↑  В первую очередь — 80 из R-2, представлявших основную силу танковых войск; R-35 же были к 1942 году выведены из фронтовых частей
6. ↑  Š-II-a Чехословацкой армии, практически идентичные R-2 по своим характеристикам
7. ↑  С учётом точно не установленной поставки 15 машин в июле 1944 года
8. ↑  Переоборудованию подверглось и некоторое количество Т-60 с дополнительным экранным бронированием, обозначающихся в румынских источниках как T-60A, САУ на базе которых получали обозначение TACAM T-60A
9. ↑  Приводившему к повышенной заметности САУ при стрельбе, за счёт поднятия облака пыли или снега